# Hey Mr. DJ (Won't You Play Another Love Song)
Hey Mr. DJ (Won’t You Play Another Love Song) är en sång skriven av Per Gessle, och inspelad av honom på albumet Son of a Plumber från 2005. samt utgiven av honom på singel den 1 mars samma år.

## Listplaceringar
| Lista (2006)  | Topplacering |
| ------------- | ------------ |
| Nederländerna | 98           |
| Sverige       | 23           |